# Zvozî, Kiverți
Zvozî (în ucraineană Звози) este un sat în comuna Susk din raionul Kiverți, regiunea Volînia, Ucraina.

## Demografie
Componența lingvistică a localității Zvozî
     Ucraineană (99,23%)
     Alte limbi (0,77%)
Conform recensământului din 2001, majoritatea populației localității Zvozî era vorbitoare de ucraineană (99,23%), existând în minoritate și vorbitori de alte limbi.